# Belciana hemodi
Belciana hemodi là một loài bướm đêm trong họ Noctuidae.